# Erromenus alpinator
Erromenus alpinator är en stekelart som beskrevs av Aubert 1969. Erromenus alpinator ingår i släktet Erromenus och familjen brokparasitsteklar. Inga underarter finns listade i Catalogue of Life.